# Plagithmysus sugawai
Plagithmysus sugawai là một loài bọ cánh cứng trong họ Cerambycidae.